# Ga Samnangjin
Ga Samnangjin là ga đường sắt trên Tuyến Gyeongbu và Tuyến Gyeongjeon.

## Liên kết
- (tiếng Hàn) Trạm thông tin Lưu trữ ngày 11 tháng 10 năm 2013 tại archive.today từ Korail